# Авранш (футбольний клуб)
«Авранш» (фр. US Avranches) — французький футбольний клуб з однойменного міста, заснований 1897 року. Приймає своїх суперників на «Стад Рене-Фенуєр», що вміщує 2,000 глядачів.

## Історія
Спортивний клуб був заснований в 1897 році і тривалий час грав у нижчих регіональних лігах. Лише 1988 року клуб вперше вийшов до Національного чемпіонату, вищого на той момент аматорського дивізіону і загалом третього в системі французьких ліги. Тут клуб грав до 1998 року, після чого почалось поступове падіння команди.
Лише 2015 року команда повернулась в Національний чемпіонат, де стала стабільним середняком. У сезоні 2016/17 «Авранш» досяг чвертьфіналу Кубка Франції, вперше в своїй історії, пройшовши професіональний «Страсбур» (1:1, 6:5 пен.).

## Відомі гравці
- Жерар Ньянуан
- Джойскім Дава